# Tour de Romandie 2013
La 67e édition du Tour de Romandie a eu lieu du 23 au 28 avril 2013. Il s'agit de la 17e épreuve de l'UCI World Tour 2013.
La course est remportée par le Britannique Christopher Froome (Sky), qui a gagné le prologue et gardé le maillot jaune de leader du classement général tout au long de l'épreuve. Il devance au classement général le Slovène Simon Špilak (Katusha) et le Portugais Rui Costa (Movistar), terminant troisième pour la seconde année consécutive.
L'Autrichien Matthias Brändle (IAM) remporte le classement du meilleur sprinteur, l'Allemand Marcus Burghardt (BMC Racing) celui du meilleur grimpeur, tandis que le Néerlandais Wilco Kelderman (Blanco) termine meilleur jeune de l'épreuve. La formation britannique Sky gagne le classement de la meilleure équipe grâce notamment à la présence de deux de leur coureur dans les dix premiers du général.

## Présentation

### Parcours
Après un prologue difficile, le col du Mollendruz est passé par les coureurs à une quarantaine de kilomètres de l'arrivée. Le lendemain, une montée de troisième catégorie est empruntée à 30 km du but, puis le final de la troisième étape est marqué par trois ascensions (deux de troisième catégorie et une non-répertoriée) dans les 40 derniers kilomètres. La quatrième étape est faite pour les grimpeurs : les coureurs enchaînent le col des Mosses, le col de la Croix, le Pas de Morgins et finalement la montée sur Les Diablerets par Aigle et Le Sépey. Enfin, un contre-la-montre de 18,6 km autour de Genève conclut l'épreuve,,.

### Équipes
L'organisateur a communiqué la présence des deux seules équipes invitées (Europcar et IAM) le 13 février 2013. 21 équipes participent à ce Tour de Romandie - 19 ProTeams et 2 équipes continentales professionnelles :
| Nom de l'équipe         | Pays        | Code |
| ----------------------- | ----------- | ---- |
| AG2R La Mondiale        | France      | ALM  |
| Argos-Shimano           | Pays-Bas    | ARG  |
| Astana                  | Kazakhstan  | AST  |
| Blanco                  | Pays-Bas    | BLA  |
| BMC Racing              | États-Unis  | BMC  |
| Cannondale              | Italie      | CAN  |
| Euskaltel Euskadi       | Espagne     | EUS  |
| FDJ                     | France      | FDJ  |
| Garmin-Sharp            | États-Unis  | GRS  |
| Katusha                 | Russie      | KAT  |
| Lampre-Merida           | Italie      | LAM  |
| Lotto-Belisol           | Belgique    | LTB  |
| Movistar                | Espagne     | MOV  |
| Omega Pharma-Quick Step | Belgique    | OPQ  |
| Orica-GreenEDGE         | Australie   | OGE  |
| RadioShack-Leopard      | Luxembourg  | RLT  |
| Saxo-Tinkoff            | Danemark    | TST  |
| Sky                     | Royaume-Uni | SKY  |
| Vacansoleil-DCM         | Pays-Bas    | VCD  |

| Nom de l'équipe | Pays   | Code |
| --------------- | ------ | ---- |
| Europcar        | France | EUC  |
| IAM             | Suisse | IAM  |

## Étapes
| Étape     | Date     | Villes étapes                           |  | Distance (km) | Vainqueur d’étape    | Leader du classement général |
| --------- | -------- | --------------------------------------- |  | ------------- | -------------------- | ---------------------------- |
| Prologue  | 23 avril | Le Châble - Bruson                      |  | 7,45          | Christopher Froome   | Christopher Froome           |
| 1re étape | 24 avril | Saint-Maurice - Renens/Ouest lausannois |  | 176,8         | Gianni Meersman      | Christopher Froome           |
| 2e étape  | 25 avril | Prilly - Granges                        |  | 190,3         | Ramūnas Navardauskas | Christopher Froome           |
| 3e étape  | 26 avril | Payerne - Payerne                       |  | 181           | Gianni Meersman      | Christopher Froome           |
| 4e étape  | 27 avril | Marly - Les Diablerets                  |  | 188,5 184,8   | Simon Špilak         | Christopher Froome           |
| 5e étape  | 28 avril | Genève - Genève                         |  | 18,6          | Tony Martin          | Christopher Froome           |

## Déroulement de la course

### Prologue
Ce Tour de Romandie débute par un prologue entre Le Châble et Bruson, en Valais, en haut d'une côte de 3e catégorie. Il est remporté par le Britannique Christopher Froome, qui se positionne en favori de l'épreuve,,.
|    | Coureur            | Équipe             |    | Temps       |
| -- | ------------------ | ------------------ | -- | ----------- |
| 1  | Christopher Froome | Sky                | en | 13 min 15 s |
| 2  | Andrew Talansky    | Garmin-Sharp       | +  | 6 s         |
| 3  | Robert Kišerlovski | RadioShack-Leopard |    | 13 s        |
| 4  | Richie Porte       | Sky                |    | 15 s        |
| 5  | Rui Costa          | Movistar           |    | 16 s        |
| 6  | Thibaut Pinot      | FDJ                |    | 17 s        |
| 7  | Stef Clement       | Blanco             |    | 17 s        |
| 8  | Alejandro Valverde | Movistar           |    | 17 s        |
| 9  | Thomas Danielson   | Garmin-Sharp       |    | 17 s        |
| 10 | Wilco Kelderman    | Blanco             |    | 18 s        |

|    | Coureur            | Équipe             |    | Temps       |
| -- | ------------------ | ------------------ | -- | ----------- |
| 1  | Christopher Froome | Sky                | en | 13 min 15 s |
| 2  | Andrew Talansky    | Garmin-Sharp       | +  | 6 s         |
| 3  | Robert Kišerlovski | RadioShack-Leopard |    | 13 s        |
| 4  | Richie Porte       | Sky                |    | 15 s        |
| 5  | Rui Costa          | Movistar           |    | 16 s        |
| 6  | Thibaut Pinot      | FDJ                |    | 17 s        |
| 7  | Stef Clement       | Blanco             |    | 17 s        |
| 8  | Alejandro Valverde | Movistar           |    | 17 s        |
| 9  | Thomas Danielson   | Garmin-Sharp       |    | 17 s        |
| 10 | Wilco Kelderman    | Blanco             |    | 18 s        |

### 1reétape
|    | Coureur           | Équipe                  |    | Temps           |
| -- | ----------------- | ----------------------- | -- | --------------- |
| 1  | Gianni Meersman   | Omega Pharma-Quick Step | en | 4 h 29 min 09 s |
| 2  | Giacomo Nizzolo   | RadioShack-Leopard      |    | m.t             |
| 3  | Roberto Ferrari   | Lampre-Merida           |    | m.t             |
| 4  | Luka Mezgec       | Argos-Shimano           |    | m.t             |
| 5  | Kévin Réza        | Europcar                |    | m.t             |
| 6  | Francesco Gavazzi | Astana                  |    | m.t             |
| 7  | Matthew Goss      | Orica-GreenEDGE         |    | m.t             |
| 8  | Rui Costa         | Movistar                |    | m.t             |
| 9  | Gaëtan Bille      | Lotto-Belisol           |    | m.t             |
| 10 | Marco Marcato     | Vacansoleil-DCM         |    | m.t             |

|    | Coureur            | Équipe             |    | Temps           |
| -- | ------------------ | ------------------ | -- | --------------- |
| 1  | Christopher Froome | Sky                | en | 4 h 42 min 24 s |
| 2  | Andrew Talansky    | Garmin-Sharp       | +  | 6 s             |
| 3  | Robert Kišerlovski | RadioShack-Leopard |    | 13 s            |
| 4  | Richie Porte       | Sky                |    | 15 s            |
| 5  | Rui Costa          | Movistar           |    | 16 s            |
| 6  | Thibaut Pinot      | FDJ                |    | 17 s            |
| 7  | Stef Clement       | Blanco             |    | 17 s            |
| 8  | Alejandro Valverde | Movistar           |    | 17 s            |
| 9  | Thomas Danielson   | Garmin-Sharp       |    | 17 s            |
| 10 | Wilco Kelderman    | Blanco             |    | 18 s            |

### 2eétape
|    | Coureur              | Équipe                  |    | Temps           |
| -- | -------------------- | ----------------------- | -- | --------------- |
| 1  | Ramūnas Navardauskas | Garmin-Sharp            | en | 4 h 51 min 49 s |
| 2  | Enrico Gasparotto    | Astana                  |    | m.t             |
| 3  | Gianni Meersman      | Omega Pharma-Quick Step |    | m.t             |
| 4  | Luka Mezgec          | Argos-Shimano           |    | m.t             |
| 5  | Dominik Nerz         | BMC Racing              |    | m.t             |
| 6  | Francesco Gavazzi    | Astana                  |    | m.t             |
| 7  | Jan Bakelants        | RadioShack-Leopard      |    | m.t             |
| 8  | Stef Clement         | Blanco                  |    | m.t             |
| 9  | Michael Albasini     | Orica-GreenEDGE         |    | m.t             |
| 10 | Manuele Mori         | Lampre-Merida           |    | m.t             |

|    | Coureur            | Équipe             |    | Temps           |
| -- | ------------------ | ------------------ | -- | --------------- |
| 1  | Christopher Froome | Sky                | en | 9 h 34 min 13 s |
| 2  | Andrew Talansky    | Garmin-Sharp       | +  | 6 s             |
| 3  | Robert Kišerlovski | RadioShack-Leopard |    | 13 s            |
| 4  | Richie Porte       | Sky                |    | 15 s            |
| 5  | Rui Costa          | Movistar           |    | 16 s            |
| 6  | Thibaut Pinot      | FDJ                |    | 17 s            |
| 7  | Stef Clement       | Blanco             |    | 17 s            |
| 8  | Alejandro Valverde | Movistar           |    | 17 s            |
| 9  | Thomas Danielson   | Garmin-Sharp       |    | 17 s            |
| 10 | Wilco Kelderman    | Blanco             |    | 18 s            |

### 3eétape
|    | Coureur                     | Équipe                  |    | Temps           |
| -- | --------------------------- | ----------------------- | -- | --------------- |
| 1  | Gianni Meersman             | Omega Pharma-Quick Step | en | 4 h 19 min 03 s |
| 2  | Francesco Gavazzi           | Astana                  |    | m.t             |
| 3  | Michael Albasini            | Orica-GreenEDGE         |    | m.t             |
| 4  | Luka Mezgec                 | Argos-Shimano           |    | m.t             |
| 5  | Dominik Nerz                | BMC Racing              |    | m.t             |
| 6  | Danilo Wyss                 | BMC Racing              |    | m.t             |
| 7  | Rinaldo Nocentini           | AG2R La Mondiale        |    | m.t             |
| 8  | Roberto Ferrari             | Lampre-Merida           |    | m.t             |
| 9  | Reinardt Janse van Rensburg | Argos-Shimano           |    | m.t             |
| 10 | Xavier Florencio            | Katusha                 |    | m.t             |

|    | Coureur            | Équipe                  |    | Temps            |
| -- | ------------------ | ----------------------- | -- | ---------------- |
| 1  | Christopher Froome | Sky                     | en | 13 h 53 min 16 s |
| 2  | Andrew Talansky    | Garmin-Sharp            | +  | 6 s              |
| 3  | Gianni Meersman    | Omega Pharma-Quick Step |    | 9 s              |
| 4  | Robert Kišerlovski | RadioShack-Leopard      |    | 13 s             |
| 5  | Richie Porte       | Sky                     |    | 15 s             |
| 6  | Rui Costa          | Movistar                |    | 16 s             |
| 7  | Thibaut Pinot      | FDJ                     |    | 17 s             |
| 8  | Stef Clement       | Blanco                  |    | 17 s             |
| 9  | Alejandro Valverde | Movistar                |    | 17 s             |
| 10 | Thomas Danielson   | Garmin-Sharp            |    | 17 s             |

### 4eétape
Après un début d'étape plutôt vallonné, les coureurs montent le col des Mosses, classé en 1re catégorie, puis se rendent aux Diablerets. Après quelques kilomètres plats, le parcours emprunte le versant court du col de la Croix, la très longue descente et une dizaine de km de plat jusqu'au 1er sprint intermédiaire, à Bex. Le Pas de Morgins est alors au programme, avant le 2e sprint intermédiaire en bas de la descente, au même endroit que le 1er. Après un peu de plat, les coureurs devaient passer par le versant long du col de la Croix, avant la descente et un peu de plat, jusqu'aux Diablerets. Cependant, en raison des conditions météorologiques les organisateurs ont décidé d'utiliser la montée passant par Aigle et Le Sépey pour se rendre aux Diablerets, après 184,8 km de course depuis Marly, soit 3,7 km de moins que le parcours initialement prévu.
|    | Coureur                | Équipe             |    | Temps           |
| -- | ---------------------- | ------------------ | -- | --------------- |
| 1  | Simon Špilak           | Katusha            | en | 5 h 10 min 00 s |
| 2  | Christopher Froome     | Sky                | +  | 0 s             |
| 3  | Rui Costa              | Movistar           |    | 1 min 03 s      |
| 4  | Alejandro Valverde     | Movistar           |    | 1 min 03 s      |
| 5  | Wilco Kelderman        | Blanco             |    | 1 min 03 s      |
| 6  | Carlos Betancur        | AG2R La Mondiale   |    | 1 min 03 s      |
| 7  | Marcel Wyss            | IAM                |    | 1 min 03 s      |
| 8  | Jean-Christophe Péraud | AG2R La Mondiale   |    | 1 min 03 s      |
| 9  | Robert Kišerlovski     | RadioShack-Leopard |    | 1 min 03 s      |
| 10 | Igor Antón             | Euskaltel Euskadi  |    | 1 min 03 s      |

|    | Coureur            | Équipe             |    | Temps           |
| -- | ------------------ | ------------------ | -- | --------------- |
| 1  | Christopher Froome | Sky                | en | 19 h 3 min 10 s |
| 2  | Simon Špilak       | Katusha            | +  | 47 s            |
| 3  | Rui Costa          | Movistar           |    | 1 min 21 s      |
| 4  | Robert Kišerlovski | RadioShack-Leopard |    | 1 min 22 s      |
| 5  | Thibaut Pinot      | FDJ                |    | 1 min 26 s      |
| 6  | Alejandro Valverde | Movistar           |    | 1 min 26 s      |
| 7  | Thomas Danielson   | Garmin-Sharp       |    | 1 min 26 s      |
| 8  | Wilco Kelderman    | Blanco             |    | 1 min 27 s      |
| 9  | Carlos Betancur    | AG2R La Mondiale   |    | 1 min 28 s      |
| 10 | Marcel Wyss        | IAM                |    | 1 min 43 s      |

### 5eétape
|    | Coureur            | Équipe                  |    | Temps       |
| -- | ------------------ | ----------------------- | -- | ----------- |
| 1  | Tony Martin        | Omega Pharma-Quick Step | en | 21 min 07 s |
| 2  | Adriano Malori     | Lampre-Merida           | +  | 16 s        |
| 3  | Christopher Froome | Sky                     |    | 34 s        |
| 4  | Lieuwe Westra      | Vacansoleil-DCM         |    | 36 s        |
| 5  | Simon Špilak       | Katusha                 |    | 41 s        |
| 6  | Stef Clement       | Blanco                  |    | 50 s        |
| 7  | Richie Porte       | Sky                     |    | 52 s        |
| 8  | Mads Christensen   | Saxo-Tinkoff            |    | 55 s        |
| 9  | Rohan Dennis       | Garmin-Sharp            |    | 56 s        |
| 10 | Tobias Ludvigsson  | Argos-Shimano           |    | 1 min 01 s  |

|    | Coureur                | Équipe           |    | Temps            |
| -- | ---------------------- | ---------------- | -- | ---------------- |
| 1  | Christopher Froome     | Sky              | en | 19 h 24 min 51 s |
| 2  | Simon Špilak           | Katusha          | +  | 54 s             |
| 3  | Rui Costa              | Movistar         |    | 1 min 49 s       |
| 4  | Thomas Danielson       | Garmin-Sharp     |    | 1 min 54 s       |
| 5  | Wilco Kelderman        | Blanco           |    | 2 min 03 s       |
| 6  | Jean-Christophe Péraud | AG2R La Mondiale |    | 2 min 14 s       |
| 7  | Jurgen Van den Broeck  | Lotto-Belisol    |    | 2 min 16 s       |
| 8  | Richie Porte           | Sky              |    | 2 min 31 s       |
| 9  | Alejandro Valverde     | Movistar         |    | 2 min 32 s       |
| 10 | Marcel Wyss            | IAM              |    | 2 min 41 s       |

## Classements finals

### Classement général
|    | Cycliste               | Pays        | Équipe           |    | Temps            |
| -- | ---------------------- | ----------- | ---------------- | -- | ---------------- |
| 1  | Christopher Froome     | Royaume-Uni | Sky              | en | 19 h 24 min 51 s |
| 2  | Simon Špilak           | Slovénie    | Katusha          | +  | 54 s             |
| 3  | Rui Costa              | Portugal    | Movistar         |    | 1 min 49 s       |
| 4  | Thomas Danielson       | États-Unis  | Garmin-Sharp     |    | 1 min 54 s       |
| 5  | Wilco Kelderman        | Pays-Bas    | Blanco           |    | 2 min 03 s       |
| 6  | Jean-Christophe Péraud | France      | AG2R La Mondiale |    | 2 min 14 s       |
| 7  | Jurgen Van den Broeck  | Belgique    | Lotto-Belisol    |    | 2 min 16 s       |
| 8  | Richie Porte           | Australie   | Sky              |    | 2 min 31 s       |
| 9  | Alejandro Valverde     | Espagne     | Movistar         |    | 2 min 32 s       |
| 10 | Marcel Wyss            | Suisse      | IAM              |    | 2 min 41 s       |

### Classements annexes
|   | Cycliste         | Équipe     | Points |
| - | ---------------- | ---------- | ------ |
| 1 | Matthias Brändle | IAM        | 19     |
| 2 | Arthur Vichot    | FDJ        | 9      |
| 3 | Marcus Burghardt | BMC Racing | 9      |

|   | Cycliste         | Équipe            | Points |
| - | ---------------- | ----------------- | ------ |
| 1 | Marcus Burghardt | BMC Racing        | 46     |
| 2 | Garikoitz Bravo  | Euskaltel Euskadi | 29     |
| 3 | Arthur Vichot    | FDJ               | 26     |

|   | Cycliste        | Équipe           |    | Temps            |
| - | --------------- | ---------------- | -- | ---------------- |
| 1 | Wilco Kelderman | Blanco           | en | 19 h 26 min 54 s |
| 2 | Thibaut Pinot   | FDJ              | +  | 40 s             |
| 3 | Carlos Betancur | AG2R La Mondiale |    | 48 s             |

|   | Équipe             | Pays        |    | Temps            |
| - | ------------------ | ----------- | -- | ---------------- |
| 1 | Sky                | Royaume-Uni | en | 58 h 20 min 44 s |
| 2 | RadioShack-Leopard | Luxembourg  | +  | 4 min 23 s       |
| 3 | Movistar           | Espagne     |    | 5 min 19 s       |

### UCI World Tour
Ce Tour de Romandie attribue des points pour l'UCI World Tour 2013, seulement aux coureurs des équipes ayant un label ProTeam.
| Position           | 1er | 2e | 3e | 4e | 5e | 6e | 7e | 8e | 9e | 10e |
| Classement général | 100 | 80 | 70 | 60 | 50 | 40 | 30 | 20 | 10 | 4   |
| Par étape          | 6   | 4  | 2  | 1  | 1  |    |    |    |    |     |

| #  | Coureur                | Équipe                  | Points |
| -- | ---------------------- | ----------------------- | ------ |
| 1  | Christopher Froome     | Sky                     | 112    |
| 2  | Simon Špilak           | Katusha                 | 87     |
| 3  | Rui Costa              | Movistar                | 73     |
| 4  | Thomas Danielson       | Garmin-Sharp            | 60     |
| 5  | Wilco Kelderman        | Blanco                  | 51     |
| 6  | Jean-Christophe Péraud | AG2R La Mondiale        | 40     |
| 7  | Jurgen Van den Broeck  | Lotto-Belisol           | 30     |
| 8  | Richie Porte           | Sky                     | 21     |
| 9  | Gianni Meersman        | Omega Pharma-Quick Step | 14     |
| 10 | Alejandro Valverde     | Movistar                | 11     |

| Suite du classement (11-24) | Suite du classement (11-24) | Suite du classement (11-24) | Suite du classement (11-24) |
| --------------------------- | --------------------------- | --------------------------- | --------------------------- |
| 11                          | Tony Martin                 | Omega Pharma-Quick Step     | 6                           |
| 11                          | Ramūnas Navardauskas        | Garmin-Sharp                | 6                           |
| 13                          | Enrico Gasparotto           | Astana                      | 4                           |
| 13                          | Francesco Gavazzi           | Astana                      | 4                           |
| 13                          | Adriano Malori              | Lampre-Merida               | 4                           |
| 13                          | Giacomo Nizzolo             | RadioShack-Leopard          | 4                           |
| 13                          | Andrew Talansky             | Garmin-Sharp                | 4                           |
| 18                          | Luka Mezgec                 | Argos-Shimano               | 3                           |
| 19                          | Michael Albasini            | Orica-GreenEDGE             | 2                           |
| 19                          | Roberto Ferrari             | Lampre-Merida               | 2                           |
| 19                          | Robert Kišerlovski          | RadioShack-Leopard          | 2                           |
| 22                          | Juan José Lobato            | Euskaltel Euskadi           | 1                           |
| 22                          | Dominik Nerz                | BMC Racing                  | 1                           |
| 22                          | Lieuwe Westra               | Vacansoleil-DCM             | 1                           |

## Évolution des classements
| Étape              | Vainqueur            | Classement général | Classement des sprints | Classement de la montagne | Classement du meilleur jeune | Classement par équipes | Prix de la combativité |
| ------------------ | -------------------- | ------------------ | ---------------------- | ------------------------- | ---------------------------- | ---------------------- | ---------------------- |
| P                  | Christopher Froome   | Christopher Froome | Non décerné            | Christopher Froome        | Thibaut Pinot                | Sky                    | Non décerné            |
| 1                  | Gianni Meersman      | Christopher Froome | Julien Bérard          | Garikoitz Bravo           | Thibaut Pinot                | Sky                    | Garikoitz Bravo        |
| 2                  | Ramūnas Navardauskas | Christopher Froome | Matthias Brändle       | Garikoitz Bravo           | Thibaut Pinot                | Sky                    | Matthias Brändle       |
| 3                  | Gianni Meersman      | Christopher Froome | Matthias Brändle       | Marcus Burghardt          | Thibaut Pinot                | Sky                    | Marcus Burghardt       |
| 4                  | Simon Špilak         | Christopher Froome | Matthias Brändle       | Marcus Burghardt          | Thibaut Pinot                | Sky                    | Tony Martin            |
| 5                  | Tony Martin          | Christopher Froome | Matthias Brändle       | Marcus Burghardt          | Wilco Kelderman              | Sky                    | Non décerné            |
| Classements finals | Classements finals   | Christopher Froome | Matthias Brändle       | Marcus Burghardt          | Wilco Kelderman              | Sky                    | Matthias Brändle       |

## Liste des participants
- Liste des partants

| Légende | Légende | Légende | Légende |
| ------- | --- | ------- | --- |
| Num     | Dossard de départ porté par le coureur sur ce Tour de Romandie                                                                        | Pos     | Position finale au classement général                                                                               |
|         | Indique le vainqueur du classement général                                                                                            |         | Indique le vainqueur du classement de la montagne                                                                   |
|         | Indique le vainqueur du classement des sprints                                                                                        |         | Indique le vainqueur du classement du meilleur jeune                                                                |
| #       | Indique la meilleure équipe | NP      | Indique un coureur qui n'a pas pris le départ d'une étape, suivi du numéro de l'étape où il s'est retiré            |
| AB      | Indique un coureur qui n'a pas terminé une étape, suivi du numéro de l'étape où il s'est retiré                                       | HD      | Indique un coureur qui a terminé une étape hors des délais, suivi du numéro de l'étape où il est arrivé hors délais |
| DSQ     | Indique un coureur qui a été disqualifié à cause d'une infraction au règlement, suivi d'une indication concernant sa disqualification | *       | Indique un coureur en lice pour le maillot blanc (coureurs nés après le 1er janvier 1988)                           |

| Sky SKY # | Sky SKY #                | Sky SKY # |
| --------- | ------------------------ | --------- |
| Num       | Coureur                  | Pos       |
| 1         | Christopher Froome (GBR) | 1er       |
| 2         | Joshua Edmondson (GBR)*  | AB-4      |
| 3         | Peter Kennaugh (GBR)*    | AB-4      |
| 4         | Vasil Kiryienka (BLR)    | 98e       |
| 5         | David López García (ESP) | 22e       |
| 6         | Richie Porte (AUS)       | 8e        |
| 7         | Gabriel Rasch (NOR)      | AB-4      |
| 8         | Christopher Sutton (AUS) | AB-4      |

| Katusha KAT | Katusha KAT                 | Katusha KAT |
| ----------- | --------------------------- | ----------- |
| Num         | Coureur                     | Pos         |
| 11          | Daniel Moreno (ESP)         | AB-3        |
| 12          | Pavel Brutt (RUS)           | 71e         |
| 13          | Xavier Florencio (ESP)      | AB-4        |
| 14          | Vladimir Gusev (RUS)        | 49e         |
| 15          | Petr Ignatenko (RUS)        | 44e         |
| 16          | Dmitry Kozontchuk (RUS)     | 50e         |
| 17          | Aliaksandr Kuschynski (BLR) | 114e        |
| 18          | Simon Špilak (SLO)          | 2e          |

| RadioShack-Leopard RLT | RadioShack-Leopard RLT   | RadioShack-Leopard RLT |
| ---------------------- | ------------------------ | ---------------------- |
| Num                    | Coureur                  | Pos                    |
| 21                     | Robert Kišerlovski (CRO) | 14e                    |
| 22                     | Jan Bakelants (BEL)      | NP-5                   |
| 23                     | George Bennett (NZL)*    | 58e                    |
| 24                     | Tiago Machado (POR)      | 17e                    |
| 25                     | Giacomo Nizzolo (ITA)*   | NP-3                   |
| 26                     | Nélson Oliveira (POR)*   | 59e                    |
| 27                     | Grégory Rast (SUI)       | 100e                   |
| 28                     | Thomas Rohregger (AUT)   | 85e                    |

| Movistar MOV | Movistar MOV             | Movistar MOV |
| ------------ | ------------------------ | ------------ |
| Num          | Coureur                  | Pos          |
| 31           | Alejandro Valverde (ESP) | 9e           |
| 32           | Eros Capecchi (ITA)      | AB-4         |
| 33           | Rui Costa (POR)          | 3e           |
| 34           | Imanol Erviti (ESP)      | 92e          |
| 35           | Vladimir Karpets (RUS)   | AB-4         |
| 36           | Pablo Lastras (ESP)      | NP-5         |
| 37           | Rubén Plaza (ESP)        | 37e          |
| 38           | Sylwester Szmyd (POL)    | 73e          |

| Omega Pharma-Quick Step OPQ | Omega Pharma-Quick Step OPQ                                                                          | Omega Pharma-Quick Step OPQ |
| --------------------------- | --- | --------------------------- |
| Num                         | Coureur                                                                                              | Pos                         |
| 41                          | Tony Martin (GER) → Champion du monde du contre-la-montre → Champion d'Allemagne du contre-la-montre | 11e                         |
| 42                          | Gianluca Brambilla (ITA)                                                                             | 70e                         |
| 43                          | Mark Cavendish (GBR)                                                                                 | AB-4                        |
| 44                          | Bert Grabsch (GER)                                                                                   | 115e                        |
| 45                          | Gianni Meersman (BEL)                                                                                | AB-4                        |
| 46                          | Kristof Vandewalle (BEL) → Champion de Belgique du contre-la-montre                                  | AB-4                        |
| 47                          | Peter Velits (SVK) → Champion de Slovaquie du contre-la-montre                                       | 43e                         |
| 48                          | Julien Vermote (BEL)*                                                                                | 79e                         |

| Garmin-Sharp GRS | Garmin-Sharp GRS                                                      | Garmin-Sharp GRS |
| ---------------- | --------------------------------------------------------------------- | ---------------- |
| Num              | Coureur                                                               | Pos              |
| 51               | Andrew Talansky (USA)                                                 | 16e              |
| 52               | Thomas Danielson (USA)                                                | 4e               |
| 53               | Rohan Dennis (AUS)*                                                   | 76e              |
| 54               | Ryder Hesjedal (CAN)                                                  | AB-3             |
| 55               | Lachlan Morton (USA)*                                                 | AB-4             |
| 56               | Ramūnas Navardauskas (LTU) → Champion de Lituanie du contre-la-montre | AB-4             |
| 57               | Peter Stetina (USA)                                                   | AB-4             |
| 58               | Christian Vande Velde (USA)                                           | 112e             |

| BMC Racing BMC | BMC Racing BMC         | BMC Racing BMC |
| -------------- | ---------------------- | -------------- |
| Num            | Coureur                | Pos            |
| 61             | Steve Morabito (SUI)   | 24e            |
| 62             | Adam Blythe (GBR)*     | AB-3           |
| 63             | Brent Bookwalter (USA) | AB-4           |
| 64             | Marcus Burghardt (GER) | 111e           |
| 65             | Mathias Frank (SUI)    | NP-3           |
| 66             | Dominik Nerz (GER)*    | 47e            |
| 67             | Marco Pinotti (ITA)    | 64e            |
| 68             | Danilo Wyss (SUI)      | 66e            |

| Cannondale CAN | Cannondale CAN             | Cannondale CAN |
| -------------- | -------------------------- | -------------- |
| Num            | Coureur                    | Pos            |
| 71             | Ivan Basso (ITA)           | NP-5           |
| 72             | Alessandro De Marchi (ITA) | 25e            |
| 73             | Paolo Longo Borghini (ITA) | 69e            |
| 74             | Alan Marangoni (ITA)       | 95e            |
| 75             | Moreno Moser (ITA)*        | 51e            |
| 76             | Fabio Sabatini (ITA)       | AB-4           |
| 77             | Elia Viviani (ITA)*        | AB-4           |
| 78             | Cameron Wurf (AUS)         | 63e            |

| Blanco BLA | Blanco BLA               | Blanco BLA |
| ---------- | ------------------------ | ---------- |
| Num        | Coureur                  | Pos        |
| 81         | Robert Gesink (NED)      | 54e        |
| 82         | Jack Bobridge (AUS)*     | AB-4       |
| 83         | Stef Clement (NED)       | 52e        |
| 84         | Juan Manuel Gárate (ESP) | 55e        |
| 85         | Marc Goos (NED)*         | 96e        |
| 86         | Wilco Kelderman (NED)*   | 5e         |
| 87         | Steven Kruijswijk (NED)  | 21e        |
| 88         | Bram Tankink (NED)       | 56e        |

| AG2R La Mondiale ALM | AG2R La Mondiale ALM         | AG2R La Mondiale ALM |
| -------------------- | ---------------------------- | -------------------- |
| Num                  | Coureur                      | Pos                  |
| 91                   | Jean-Christophe Péraud (FRA) | 6e                   |
| 92                   | Julien Bérard (FRA)          | 86e                  |
| 93                   | Carlos Betancur (COL)*       | 13e                  |
| 94                   | Maxime Bouet (FRA)           | AB-4                 |
| 95                   | Hubert Dupont (FRA)          | 39e                  |
| 96                   | John Gadret (FRA)            | AB-4                 |
| 97                   | Matteo Montaguti (ITA)       | AB-2                 |
| 98                   | Rinaldo Nocentini (ITA)      | AB-4                 |

| Astana AST | Astana AST                                                                                        | Astana AST |
| ---------- | ------------------------------------------------------------------------------------------------- | ---------- |
| Num        | Coureur                                                                                           | Pos        |
| 101        | Janez Brajkovič (SLO)                                                                             | 23e        |
| 102        | Alexandr Dyachenko (KAZ)                                                                          | 60e        |
| 103        | Enrico Gasparotto (ITA)                                                                           | AB-4       |
| 104        | Francesco Gavazzi (ITA)                                                                           | AB-4       |
| 105        | Andriy Grivko (UKR) → Championnat d'Ukraine du contre-la-montre → Championnat d'Ukraine sur route | 74e        |
| 106        | Dmitriy Gruzdev (KAZ) → Champion du Kazakhstan du contre-la-montre                                | 94e        |
| 107        | Egor Silin (RUS)                                                                                  | 80e        |
| 108        | Andrey Zeits (KAZ)                                                                                | 72e        |

| Lampre-Merida LAM | Lampre-Merida LAM       | Lampre-Merida LAM |
| ----------------- | ----------------------- | ----------------- |
| Num               | Coureur                 | Pos               |
| 111               | Damiano Cunego (ITA)    | 27e               |
| 112               | Matteo Bono (ITA)       | 81e               |
| 113               | Kristijan Đurasek (CRO) | 57e               |
| 114               | Roberto Ferrari (ITA)   | NP-4              |
| 115               | Adriano Malori (ITA)    | 61e               |
| 116               | Manuele Mori (ITA)      | AB-4              |
| 117               | José Serpa (COL)        | 20e               |
| 118               | Simone Stortoni (ITA)   | 40e               |

| Saxo-Tinkoff TST | Saxo-Tinkoff TST           | Saxo-Tinkoff TST |
| ---------------- | -------------------------- | ---------------- |
| Num              | Coureur                    | Pos              |
| 121              | Roman Kreuziger (CZE)      | 30e              |
| 122              | Manuele Boaro (ITA)        | 75e              |
| 123              | Mads Christensen (DEN)     | 48e              |
| 124              | Rafał Majka (POL)*         | AB-4             |
| 125              | Benjamín Noval (ESP)       | 110e             |
| 126              | Evgueni Petrov (RUS)       | 29e              |
| 127              | Chris Anker Sørensen (DEN) | 41e              |
| 128              | Oliver Zaugg (SUI)         | AB-4             |

| Orica-GreenEDGE OGE | Orica-GreenEDGE OGE                                                                               | Orica-GreenEDGE OGE |
| ------------------- | ------------------------------------------------------------------------------------------------- | ------------------- |
| Num                 | Coureur                                                                                           | Pos                 |
| 131                 | Michael Albasini (SUI)                                                                            | 26e                 |
| 132                 | Luke Durbridge (AUS)* → Champion d'Australie sur route → Champion d'Australie du contre-la-montre | 113e                |
| 133                 | Matthew Goss (AUS)                                                                                | NP-4                |
| 134                 | Brett Lancaster (AUS)                                                                             | AB-4                |
| 135                 | Michael Matthews (AUS)*                                                                           | NP-1                |
| 136                 | Travis Meyer (AUS)*                                                                               | 62e                 |
| 137                 | Wesley Sulzberger (AUS)                                                                           | 83e                 |
| 138                 | Svein Tuft (CAN) → Champion du Canada du contre-la-montre                                         | 109e                |

| Euskaltel Euskadi EUS | Euskaltel Euskadi EUS  | Euskaltel Euskadi EUS |
| --------------------- | ---------------------- | --------------------- |
| Num                   | Coureur                | Pos                   |
| 141                   | Igor Antón (ESP)       | 18e                   |
| 142                   | Mikel Astarloza (ESP)  | 32e                   |
| 143                   | Peio Bilbao (ESP)*     | 103e                  |
| 144                   | Garikoitz Bravo (ESP)* | 77e                   |
| 145                   | Mikel Landa (ESP)*     | 78e                   |
| 146                   | Juan José Lobato (ESP) | AB-4                  |
| 147                   | Adrián Sáez (ESP)      | 98e                   |
| 148                   | Romain Sicard (FRA)    | 31e                   |

| FDJ | FDJ                    | FDJ  |
| --- | ---------------------- | ---- |
| Num | Coureur                | Pos  |
| 151 | Thibaut Pinot (FRA)*   | 12e  |
| 152 | Pierrick Fédrigo (FRA) | 38e  |
| 153 | Alexandre Geniez (FRA) | 105e |
| 154 | Laurent Mangel (FRA)   | 89e  |
| 155 | Francis Mourey (FRA)   | 45e  |
| 156 | Cédric Pineau (FRA)    | AB-4 |
| 157 | Jérémy Roy (FRA)       | 93e  |
| 158 | Arthur Vichot (FRA)    | 53e  |

| Vacansoleil-DCM VCD | Vacansoleil-DCM VCD                                             | Vacansoleil-DCM VCD |
| ------------------- | --------------------------------------------------------------- | ------------------- |
| Num                 | Coureur                                                         | Pos                 |
| 161                 | Lieuwe Westra (NED) → Champion des Pays-Bas du contre-la-montre | 15e                 |
| 162                 | Johnny Hoogerland (NED)                                         | 91e                 |
| 163                 | Martijn Keizer (NED)                                            | 104e                |
| 164                 | Sergueï Lagoutine (UZB) → Champion d'Ouzbékistan sur route      | NP-1                |
| 165                 | Marco Marcato (ITA)                                             | AB-4                |
| 166                 | Wout Poels (NED)                                                | AB-3                |
| 167                 | Rob Ruijgh (NED)                                                | NP-4                |
| 168                 | José Rujano (VEN)                                               | 42e                 |

| Lotto-Belisol LTB | Lotto-Belisol LTB           | Lotto-Belisol LTB |
| ----------------- | --------------------------- | ----------------- |
| Num               | Coureur                     | Pos               |
| 171               | Jurgen Van den Broeck (BEL) | 7e                |
| 172               | Gaëtan Bille (BEL)          | 84e               |
| 173               | Brian Bulgaç (NED)          | 106e              |
| 174               | Francis De Greef (BEL)      | 46e               |
| 175               | Kenny Dehaes (BEL)          | NP-4              |
| 176               | Jurgen Van de Walle (BEL)   | AB-4              |
| 177               | Dennis Vanendert (BEL)      | AB-4              |
| 178               | Frederik Willems (BEL)      | 87e               |

| Argos-Shimano ARG | Argos-Shimano ARG                  | Argos-Shimano ARG |
| ----------------- | ---------------------------------- | ----------------- |
| Num               | Coureur                            | Pos               |
| 181               | Tobias Ludvigsson (SWE)*           | 35e               |
| 182               | Tom Dumoulin (NED)*                | 68e               |
| 183               | Johannes Fröhlinger (GER)          | 65e               |
| 184               | Patrick Gretsch (GER)              | 102e              |
| 185               | Yann Huguet (FRA)                  | AB-2              |
| 186               | Reinardt Janse van Rensburg (RSA)* | AB-4              |
| 187               | Luka Mezgec (SLO)                  | AB-4              |
| 188               | Georg Preidler (AUT)*              | 34e               |

| Europcar EUC | Europcar EUC           | Europcar EUC |
| ------------ | ---------------------- | ------------ |
| Num          | Coureur                | Pos          |
| 191          | Pierre Rolland (FRA)   | 19e          |
| 192          | Yukiya Arashiro (JPN)  | AB-3         |
| 193          | Anthony Charteau (FRA) | AB-4         |
| 194          | Cyril Gautier (FRA)    | 90e          |
| 195          | Morgan Lamoisson (FRA) | AB-4         |
| 196          | Perrig Quéméneur (FRA) | 97e          |
| 197          | Kévin Réza (FRA)       | 107e         |
| 198          | David Veilleux (CAN)   | 82e          |

| IAM | IAM                                                          | IAM  |
| --- | ------------------------------------------------------------ | ---- |
| Num | Coureur                                                      | Pos  |
| 201 | Johann Tschopp (SUI)                                         | 28e  |
| 202 | Matthias Brändle (AUT)*                                      | 108e |
| 203 | Rémi Cusin (FRA)                                             | 88e  |
| 204 | Jonathan Fumeaux (SUI)                                       | 67e  |
| 205 | Reto Hollenstein (SUI)                                       | 36e  |
| 206 | Gustav Larsson (SWE) → Champion de Suède du contre-la-montre | 101e |
| 207 | Sébastien Reichenbach (SUI)*                                 | 33e  |
| 208 | Marcel Wyss (SUI)                                            | 10e  |